# Acanthoscurria maga
Acanthoscurria maga é uma espécie de aranha pertencente à família Theraphosidae (tarântulas).